# Divizia A 1970-1971
La Divizia A 1970-1961 è stata la 53ª edizione della massima serie del campionato di calcio rumeno, disputato tra il 30 agosto 1970 e il 27 giugno 1971 e si concluse con la vittoria finale della Dinamo București, al suo sesto titolo.
Capocannonieri del torneo furono Florea Dumitrache (Dinamo București), Constantin Moldoveanu (Politehnica Iași) e Gheorghe Tătaru (Steaua București), con 15 reti.

## Formula
Come nella stagione precedente le squadre partecipanti furono 16 e disputarono un turno di andata e ritorno per un totale di trenta partite con le ultime due retrocesse in Divizia B.
Le qualificate alle coppe europee furono quattro: la vincente alla coppa dei Campioni 1971-1972, seconda e terza alla Coppa UEFA 1971-1972 e la vincente della coppa di Romania alla coppa delle Coppe 1971-1972.
La Dinamo Bacău cambiò nome in SC Bacău.

## Squadre partecipanti
| Club                  | Città       | Stadio | Posizione 1969-1970 |
| --------------------- | ----------- | ------ | ------------------- |
| Steaua Bucarest       | Bucarest    |        | 3°                  |
| Progresul București   | Bucarest    |        | Divizia B           |
| Farul Constanța       | Costanza    |        | 6°                  |
| Rapid Bucarest        | Bucarest    |        | 2°                  |
| Dinamo Bucarest       | Bucarest    |        | 5°                  |
| CFR Timișoara         | Timișoara   |        | Divizia B           |
| UTA Arad              | Arad        |        | Campione di Romania |
| Universitatea Craiova | Craiova     |        | 4°                  |
| FC Argeș Pitești      | Pitești     |        | 10°                 |
| Universitatea Cluj    | Cluj Napoca |        | 11°                 |
| Petrolul Ploiești     | Ploiești    |        | 13°                 |
| Jiul Petroșani        | Petroșani   |        | 7°                  |
| SC Bacău              | Bacău       |        | 9°                  |
| Steagul Roșu Brașov   | Brașov      |        | 8°                  |
| Politehnica Iași      | Iași        |        | 12°                 |
| CFR Cluj              | Cluj Napoca |        | 14°                 |

## Classifica finale
|    | Classifica            | G  | V  | N  | P  | GF | GS | Dif | Pt |
| -- | --------------------- | -- | -- | -- | -- | -- | -- | --- | -- |
| 1  | Dinamo București      | 30 | 13 | 10 | 7  | 49 | 31 | +18 | 36 |
| 2  | Rapid București       | 30 | 12 | 11 | 7  | 35 | 25 | +10 | 35 |
| 3  | Steaua București      | 30 | 11 | 11 | 8  | 46 | 31 | +15 | 33 |
| 4  | UTA Arad              | 30 | 14 | 5  | 11 | 49 | 35 | +14 | 33 |
| 5  | Steagul Roșu Brașov   | 30 | 13 | 7  | 10 | 32 | 29 | +3  | 33 |
| 6  | Universitatea Craiova | 30 | 12 | 8  | 10 | 29 | 32 | -3  | 32 |
| 7  | Petrolul Ploiești     | 30 | 10 | 11 | 9  | 33 | 35 | -2  | 31 |
| 8  | Politehnica Iași      | 30 | 13 | 4  | 13 | 50 | 41 | +9  | 30 |
| 9  | FC Argeș Pitești      | 30 | 11 | 8  | 11 | 41 | 44 | -3  | 30 |
| 10 | SC Bacău              | 30 | 13 | 4  | 13 | 37 | 41 | -4  | 30 |
| 11 | Farul Constanța       | 30 | 11 | 8  | 11 | 39 | 45 | -6  | 30 |
| 12 | U Cluj                | 30 | 10 | 9  | 11 | 36 | 35 | -1  | 29 |
| 13 | Jiul Petroșani        | 30 | 12 | 4  | 14 | 28 | 35 | -7  | 28 |
| 14 | CFR Cluj              | 30 | 9  | 8  | 13 | 37 | 52 | -15 | 26 |
| 15 | Progresul București   | 30 | 8  | 9  | 13 | 34 | 39 | -5  | 25 |
| 16 | CFR Timișoara         | 30 | 7  | 5  | 18 | 21 | 46 | -25 | 19 |

### Verdetti
- Dinamo București Campione di Romania 1970-71.
- Progresul București e CFR Timișoara retrocesse in Divizia B.

### Qualificazioni alle Coppe europee
- Coppa dei Campioni 1971-1972: Dinamo București qualificato.
- Coppa UEFA 1971-1972: Rapid București e UTA Arad qualificate.